# Strumigenys emdeni
Strumigenys emdeni är en myrart som beskrevs av Auguste-Henri Forel 1915. Strumigenys emdeni ingår i släktet Strumigenys och familjen myror. Inga underarter finns listade i Catalogue of Life.